# Johann Simon Bauermüller
Johann Simon Bauermüller (* 1679 in Dettelbach bei Würzburg; † 1737) war ein deutscher Mediziner. Er wirkte unter anderem als Anatom und Hochschullehrer.

## Leben
Nach dem Medizinstudium in Wien und später in Halle bei Georg Ernst Stahl, der ihn später als einen seiner bedeutendsten Schüler benennt, wirkte Bauermüller als fürstbischöflicher Rat und Feldmedicus in Brabant und am Rhein. Anschließend war er Garnisonsarzt in Würzburg. Am 10. November 1714 wurde er außerordentlicher und am 16. April 1721 ordentlicher Professor der Anatomie und Chirurgie sowie für praktische Demonstrationen an der Medizinischen Fakultät der Universität Würzburg. Bauermüller bekleidete den Würzburger Lehrstuhl für Anatomie von 1721 bis 1731. Im Winter hielt er seine Anatomiekurse, im Sommer chirurgische Übungen ab.
Im Jahr 1726 erfolgte unter seiner Leitung die Fertigstellung des barocken Theatrum Anatomicum im dazu während Bauermüllers Amtszeit umgebauten Gartenpavillon des Juliusspitals in Würzburg.
Sein Nachfolger wurde im August 1731 der ordentliche Professor für Anatomie und Chirurgie Georg Christoph Stang (1703–1779, Schwiegervater von Carl Caspar Siebold). Einer von Bauermüllers bekannten Schüler und Doktoranden war der Mediziner Franz Joseph von Oberkamp, der bei ihm über das „Lazarettfieber“ promovierte.
Zu Bauermüllers Doktoranden gehörte Valentin Scheidler († 1745), der 1738 die Professur für Botanik und ab 1739 die Apothekenaufsicht innehatte und Kurse in pharmazeutischer Chemie abhielt.

## Schriften
- De motus sanguinis a crasi et viis non pendentibus, vitiis, prudenter tractandis. Halle 1709 (reader.digitale-sammlungen.de).